# Albin (évêque de Brechin)
Pour les articles homonymes, voir Albin.
Albin ou Albinus est un prélat écossais mort en 1269. Il est évêque de Brechin de 1246 à sa mort.

## Biographie

### Origines
Les origines d'Albin sont inconnues. Il pourrait être le fils de Henry de Brechin (mort en 1244 ou 1245), un fils illégitime du prince David d'Écosse, comte de Huntingdon, le frère cadet du roi Guillaume le Lion. Cet Henry est titré seigneur de Brechin et son père lui confie des terres dans la région. L'argument principal en faveur de cette hypothèse est la présence des armoiries du comte David dans le sceau épiscopal d'Albin.
Il existe des liens indiscutables entre la famille d'Albin et l'église de Brechin. Un certain Adam, nepos d'Albin, y occupe le poste d'archidiacre au plus tard en 1264 et peut-être dès 1242,. Cet Adam pourrait être l'Adam de Brechin qui détient des bénéfices dans le siège de Brechin en 1274, peut-être un fils de William de Brechin (mort entre 1286 et 1294), lui-même le fils et successeur de Henry comme seigneur de Brechin.
Albin devient maître de chapelle à la cathédrale de Brechin à une date inconnue avant l'été 1246,. Étant un fils illégitime, il a besoin d'une dispense papale pour occuper ce poste. Il l'obtient du légat Oddone de Monferrato durant le séjour de ce dernier en Écosse, entre l'automne et le début de l'hiver 1239,. Il est appelé « maître » en 1246, ce qui implique qu'il a étudié dans une université, mais on ne sait rien de plus à ce sujet.

### Épiscopat

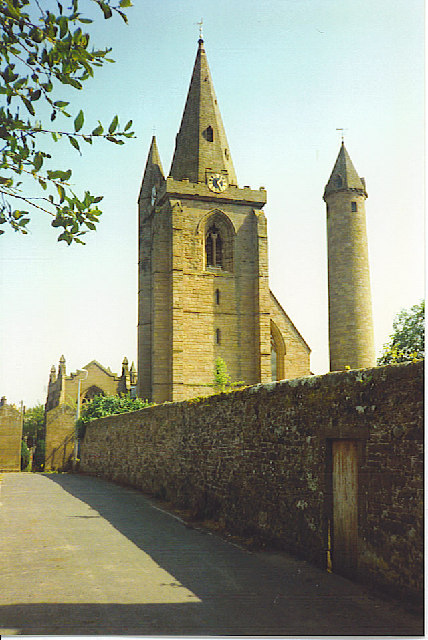
La cathédrale de Brechin.

À la mort de l'évêque de Brechin Grégoire, le chapitre de chanoines de la cathédrale de Brechin sélectionne trois de ses propres membres pour élire son successeurs. Leur choix se porte à l'unanimité sur le maître de chapelle Albin. En raison de sa « faute de naissance », ils adressent une supplique au pape Innocent IV pour que la dispense de 1239 soit réitérée,. Le 19 juillet 1246, il signe le mandat de confirmation et de consécration pour les trois principaux évêques du royaume d'Écosse : l'évêque de St Andrews David de Bernham, l'évêque de Glasgow William de Bondington et l'évêque de Dunkeld Geoffrey de Liberatione,. La consécration d'Albin prend place après le 19 juillet 1246, mais avant le 13 mai 1247, date à laquelle il se voit confier sa première tâche connue en tant qu'évêque : assurer la consécration de l'évêque d'Aberdeen Peter de Ramsay aux côtés de David de Berham et de Clément de Dunblane,.
Durant l'été 1248, entre le 11 juillet et le 8 août, le pape écrit à Albin pour lui demander de veiller à l'application du compromis entre l'évêque Clément de Dunblane et l'abbaye d'Inchaffray, située dans son diocèse. Le 22 septembre, il tranche une vieille dispute opposant l'église de Brechin et l'abbaye d'Arbroath,. On le retrouve en Angleterre en octobre, accordant des indulgences durant son passage au prieuré de Finchale (en), près de Durham,. Il effectue d'autres séjours dans la région de Durham par la suite, en 1254/1255 puis en 1257.
Durant la minorité du roi Alexandre III, qui débute avec la mort de son père le 6 juillet 1249, le gouvernement de l'Écosse est marqué par les querelles qui opposent les partisans de Walter Comyn à ceux d'Alan Durward. Les sources n'indiquent pas dans quel camp se range Albin. L'historien Donald Watt suggère qu'il se trouve plutôt du côté de Durward, par opposition à Clément de Dunblane, partisan de Comyn. Watt considère même qu'Albin doit sa nomination comme évêque à l'influence de Durward sur Alexandre II, le père et prédécesseur d'Alexandre III. Il fait pourtant partie des signataires d'une lettre qui fustige le comportement du gouvernement de Durward vis-à-vis de l'Église, probablement à la suite du transfert des reliques de sainte Marguerite à l'abbaye de Dunfermline, le 19 juin 1250.
Albin joue régulièrement le rôle de mandataire du pape dans les années 1250 et 1260. En 1253, avec l'évêque de Dunkeld Richard de Inverkeithing, il est chargé de protéger l'évêque de Glasgow William de Bondington, qui est menacé d'être cité à comparaître devant un tribunal laïc pour des affaires concernant son évêché. L'année suivante, il est chargé (avec l'archidiacre de Brechin) de confier le doyenné de la cathédrale d'Elgin à Nicholas de Hedon et (avec l'évêque Clément de Dunblane) de garantir les privilèges accordés au nouvel évêque de St Andrews Abel de Gullane. Une bulle pontificale datée du 13 décembre 1255 charge Albin et Robert de Stuteville de vérifier les prétentions d'Alan Durward au titre de comte de Mar, mais ce document est déclaré faux le 28 mars 1257, après que la faction opposée à Durward a repris le pouvoir. En 1260, Albin arbitre en tant que mandataire du pape la querelle qui oppose l'évêque de Moray Archibald au chapitre de chanoines de sa cathédrale. Trois ans plus tard, Albin est chargé avec Richard de Inverkeithing et l'évêque de Ross Robert II de déterminer si le candidat élu pour devenir évêque de Caithness, Walter de Baltrodin, est réellement apte, et de le consacrer s'il l'est,.
Les activités d'Albin sont plus mal attestées par la suite. Le séjour du cardinal Ottobono de' Fieschi en Angleterre, d'octobre 1265 à juillet 1268, donne lieu à une intense activité diplomatique dans les rangs de l'église écossaise, sans que l'on sache si Albin s'y implique ou non. Sa dernière apparition dans les sources d'époque est la charte de fondation de la chapelle de la Maison-Dieu à Brechin par William de Brechin entre mars et juillet 1267. La Chronique de Melrose signale son décès deux ans plus tard, en 1269, sans plus de détails.